# Yuri de Silla
Yuri de Silla (muerto en el año 57, reinó desde el año 24 al 57), también conocido como Yuri Isageum, fue el tercer gobernante en la línea de sucesión del antiguo reino de Silla en el sureste de la península de Corea.
| Predecesor: Namhae | Rey de Silla 24-57 | Sucesor: Talhae |

- Datos: Q485107